# Руденкове
Ру́денкове — село в Україні, у Білопільській міській громаді Сумського району Сумської області. Населення становить 44 особи. До 2020 орган місцевого самоврядування — Терещенківська сільська рада.

## Географія
Село Руденкове розташоване на лівому березі річки Локня, вище за течією на відстані 1.5 км розташоване село Йосипове, нижче за течією примикає село Терещенки.
Річка у цьому місці пересихає.

## Історія
Під час організованого радянською владою Голодомору 1932—1933 років померло щонайменше 202 жителі села.
12 червня 2020 року, відповідно до розпорядження Кабінету Міністрів України № 723-р «Про визначення адміністративних центрів та затвердження територій територіальних громад Сумської області», село увійшло до складу Білопільської міської громади.
19 липня 2020 року, в результаті адміністративно-територіальної реформи та ліквідації Білопільського району, село увійшло до складу новоутвореного Сумського району.

## Економіка
- Молочно-товарна ферма.